# Rockaway Beach (Missouri)
Pour les articles homonymes, voir Rockaway Beach.
Rockaway Beach est une municipalité américaine située dans le comté de Taney au Missouri.

## Géographie
Rockaway Beach se trouve dans le sud du Missouri, sur les rives du lac Taneycomo (en), créé par un barrage sur la White River.
La municipalité s'étend sur 0,70 mille carré (1,81 km2) dont 0,08 mille carré (0,21 km2) d'étendues d'eau.

## Histoire
Lors de la construction du lac Taneycomo (en), William Merriam achète plus de 600 acres (243 ha) pour construire une station touristique estivale. Celle-ci voit le jour en 1915. Un bureau de poste y ouvre en 1919, il porte d'abord le nom de Taneycomo (pour Taney County, Missouri) puis celui de Rockaway Beach à partir de 1933, probablement en référence à la station balnéaire new-yorkaise de Rockaway Beach. Les années 1930 et 1940 sont les plus prospères pour la station.

## Démographie
Lors du recensement de 2010, sa population est de 841 habitants.